# Euphemia Allen
Euphemia Allen (1861–1949) fue una compositora británica. Compuso la melodía "Chopsticks" en 1877, a los 16 años, con el pseudónimo Arthur de Lulli. Fue la hermana de la editora de música Mozart Allen.